# テルチ (小惑星)
テルチ (5894 Telč) は小惑星帯の小惑星である。1982年9月14日、チェコのクレチ天文台 (Hvězdárna Kleť) でアントニーン・ムルコスが発見した。
1992年に世界遺産に登録されたチェコ共和国ヴィソチナ州の古都、テルチから命名された。